# Вон, Билли

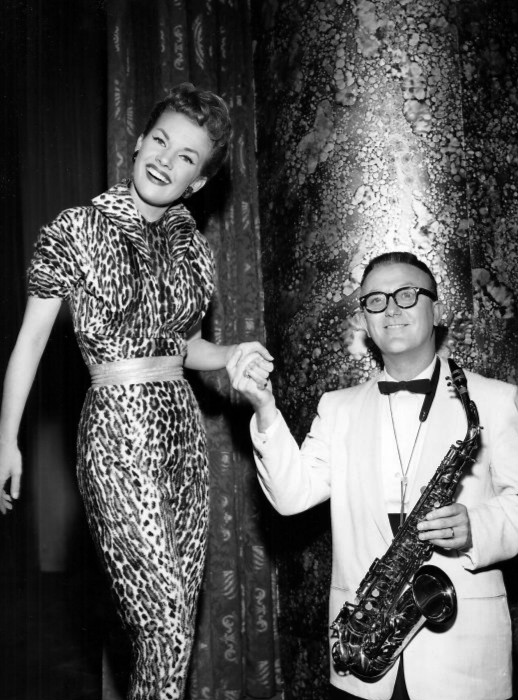
Билли Вон с Гейл Сторм на телешоу The Gale Storm Show, 1958 год.

Би́лли Вон (англ. Billy Vaughn; 12 апреля 1919 — 26 сентября 1991) — американский певец и музыкант, аранжировщик, дирижёр эстрадного оркестра. На лейбле звукозаписи Dot Records в качестве дирижёра и аранжировщика работал с такими звёздами, как Пэт Бун, Fontane Sisters, Гейл Сторм.
Автор биографии музыканта на сайте AllMusic называет Вона «одним из наиболее популярных лидеров оркестра и аранжировщиков поп-музыки 1950-х и начала 1960-х» и утверждает, что за рок-н-ролльную эру «на самом деле у него было больше хитов, чем у любого другого руководителя оркестра».

## Дискография
- См. статью «Billy Vaughn § Discography» в английском разделе.